# 三重埔 (新北市)
三重埔，是臺灣新北市三重區的傳統地名，也是全區行政中心所在地，東北邊隔淡水河與臺北市相望，西邊為樓子厝、溪墘、二重埔等地。相較於今日行政區，其範圍大致為除了大有里、博愛里、二重里扣除二重國中的其餘區域、田心里西南端、田安里西部、光陽里西部以外，三重區在二重疏洪道東北邊的其餘區域。

## 歷史
清治時期、日治前期為興直堡下街庄三重埔庄。臺北廳時代曾屬轄有二重埔庄、三重埔庄、更寮庄、新塭庄的「二重埔區」。
日治中期改制為臺北州新庄郡鷺洲庄轄域內三重埔大字。大字下有「後埔」、「田心子」、「竹圍子」、「過圳」、「菜寮」、「同安厝」、「長泰」、「大竹圍」、「簡子畬」、「墘港」、「後竹圍」、「三張」、「六張」、「下竹圍子」、「車路頭」、「分子尾」及「溪尾」等小字名。
中華民國政府遷台後，鷺洲庄改為鷺洲鄉。1947年原屬興直堡的二重、三重與原屬芝蘭二堡的蘆洲再度分治，三重埔與二重埔劃為新設的三重鎮。1962年改制為三重市。2010年改制為三重區。

## 廟宇
- 三重義天宮（媽祖廟）
- 三重宏聖宮（媽祖廟）
- 碧華寺